# Julie Meyer
Julie Meyer (geboren 15. Januar 1897 in Nürnberg; gestorben 18. August 1970 in New York City) war eine deutsche Soziologin und Politikerin.

## Leben und Beruf
Julie Meyer wurde in eine jüdische Familie geboren. Ihre Eltern waren der Bankier Max Meyer und dessen Frau Sabine, geborene Feuchtwanger. Sie besuchte die städtische Höhere Mädchenschule in Nürnberg und begann zum Wintersemester 1917/18 ein Studium der Fächer Soziologie, Jura, Wirtschaft, Philosophie und Geschichte in München. Mit Max Weber hatte sie kurz vor dessen Tod noch das Thema ihrer Doktorarbeit vereinbart, wechselte dann jedoch 1921 an die Universität Erlangen, wo sie mit ihrer Dissertation über die Entstehung des Patriziats in Nürnberg promoviert wurde.
Ab 1922 arbeitete sie als Dozentin an der Nürnberger Volkshochschule, wo sie unter anderem Kurse in Recht, Wirtschaft und Soziologie gab. Nach Gründung der Sozialen Frauenschule Nürnberg lehrte sie dort ab 1927 Soziologie.
Nach der Machtübernahme der Nationalsozialisten 1933 wurde sie aus dem öffentlichen Dienst entlassen und übernahm die Leitung der Nürnberger Beratungsstelle der Reichsvertretung der deutschen Juden. Da sie bereits zuvor die Nürnberger Geschäftsstelle des CV geleitet hatte, war sie innerhalb der jüdischen Körperschaften gut vernetzt. Im Jahr 1937 verließ sie Deutschland und emigrierte in die Vereinigten Staaten. 1939 wurde sie vom Deutschen Reich ausgebürgert. Die amerikanische Staatsbürgerschaft wurde ihr 1943 zuerkannt.
Nach einer wirtschaftlich prekären Übergangszeit gelang es ihr, als Wissenschaftlerin eine Beschäftigung an der New School for Social Research in New York City zu bekommen. Sie begann 1939 als Hilfskraft bei der Wirtschaftswissenschaftlerin Frieda Wunderlich, wurde 1943 Lecturer, 1946 Assistant Professor und 1948 Associate Professor. Diese Stellung behielt sie bis zu ihrer Emeritierung im Juni 1967.
1947 hatte Julie Meyer den ebenfalls aus Deutschland emigrierten gebürtigen Nürnberger Julius Frank geheiratet. Die Ehe blieb kinderlos. Julie Meyer-Frank starb am 18. August 1970 in New York im Alter von 73 Jahren.

## Politische Aktivität
Julie Meyer schloss sich bald nach ihrer Gründung der Deutschen Demokratischen Partei (DDP) an. Sie war während des größten Teils der 1920er Jahre Mitglied des Nürnberger DDP-Vorstandes und wichtige Vertreterin des linken Flügels der Partei. Sie gehörte ferner dem Reichsbund der Deutschen Demokratischen Jugendvereine an, aus dem 1928 der Reichsbund der Deutschen Jungdemokraten wurde. Mit dem Nürnberger Otto Stündt war sie Herausgeberin des Monatsblatts Echo der deutschen demokratischen Jugendvereinigungen, das sich schnell von einem nordbayerischen zu einem reichsweiten Organ entwickelte und 1922 in Echo der jungen Demokratie umbenannte.
Als die DDP im Vorfeld der Reichstagswahl 1930 mit dem Jungdeutschen Orden (JungDo) das Wahlbündnis Deutsche Staatspartei bildete, gingen der linke Flügel der Jungdemokraten, die Pazifisten in der DDP sowie zahlreiche Mitglieder, die an antisemitischen und bündischen Tendenzen im JungDo Anstoß nahmen, diesen Weg nicht mit und organisierten sich in der Anfang August 1930 in Nürnberg gegründeten Vereinigung Unabhängiger Demokraten (VUD) unter Vorsitz des Friedensnobelpreisträgers Ludwig Quidde. Stündt und Meyer öffneten das „Echo“ den Dissidenten und beteiligten sich auch an der bald darauf erfolgten Gründung der Radikaldemokratischen Partei (RDP). Julie Meyer ging in den Vorstand der neuen Partei und das „Echo“ hieß in der Folge Echo der Radikalen Demokratie. Angesichts der zunehmenden Bedrohung der Republik durch die erstarkende NSDAP und der geringen Erfolgsaussichten der RDP optierten Meyer und Stündt ab dem Frühjahr 1932 mehr auf die Sammlung der noch verbliebenen demokratischen Kräfte und benannten ihr Blatt schließlich in Demokratisches Echo um. Nach dem Februar 1933 musste es jedoch endgültig sein Erscheinen einstellen.
Nach 1945 knüpfte Julie Meyer, die sich gegen eine Remigration entschied, nicht mehr an ihre politischen Aktivitäten aus der Weimarer Republik an, blieb aber noch in Verbindung mit einigen ihrer ehemaligen Parteifreunde. Durch die Heirat mit Julius Frank, der ebenfalls Mitglied der Nürnberger DDP gewesen war, wurde sie Schwägerin von Thomas Dehler, was auch ihren Kontakt zu Theodor Heuss belebte, der sie einmal „die überkluge Julie Meyer aus Nürnberg“ nannte.  Lediglich zu ihrem langjährigen Mitstreiter Otto Stündt brach sie 1947 den Kontakt ab, nachdem sie erfahren hatte, dass er nicht nur äußerem Druck nachgebend Mitglied der NSDAP geworden war, sondern auch noch „Gedichte an Hitler“  geschrieben hatte.

## Schriften (Auswahl)
- Die gesellschaftlichen Grundlagen des Liberalismus und der Demokratie. In: Echo der jungen Demokratie 8 (1926), Nr. 10, S. 177–181
- Die Entstehung des Patriziats in Nürnberg. In: Mitteilungen des Vereins für Geschichte der Stadt Nürnberg 27 (1928), S. 3–96 (= Dissertation Erlangen 1922) Digitalisat der BSB München
- Trade union plans for post-war reconstruction of the United States. In: Social Research 11 (1944), H. 1, S. 491–505
- Hierarchy and stratification of the shop. In: Social Research 14 (1947), H. 1, S. 168–190
- The stranger and the city. In: American Journal of Sociology 56 (1950/51), H. 5, S. 476–483
- Erinnerungen an meine Studienzeit. In: Hans Lamm (Hrsg.): Von Juden in München. Ein Gedenkbuch, München 1958, S. 158–162; erneut in der erweiterten und neu durchgesehenen Ausgabe unter dem Titel Vergangene Tage. Jüdische Kultur in München, München 1982, S. 212–216